# Dario Jertec
Dario Jertec (Varaždin, 4. listopada 1985.) bivši je hrvatski nogometaš.
Debi je u seniorskoj momčadi Varteksa zabilježio tijekom sezone 2004./05., te se od tad ustalio u prvoj momčadi varaždinskog kluba. Pod vodstvom trenera Zlatka Dalića, koji je poznat po sjajnom vođenju mladih i talentiranih igrača, Jertec je postao mladi hrvatski reprezentativac i navukao na sebe pažnju velikih klubova. U jesenskom dijelu sezone 2006./07. bio je minute od potpisa ugovora s Dinamom, no, na pregovorima u samom maksimirskom stadionu došlo je do razilaženja želja njega i maksimirskog bossa Zdravka Mamića. Prema Jertecu, Mamić je bio nasrtljiv i u par minuta želio odlučiti o njegovoj budućnosti što mladi Varaždinac nije htio prihvatiti, dok je prema izjavama Mamića Jertec bio jako neodlučan, te je postalo upitno kolike su njegove želje da dođe u Dinamo. Tijekom ljeta prije te sezone silne novce je za Jerteca i njegovog klupskog kolegu Nikolu Pokrivača nudio i splitski Hajduk.
Nakon svega ostao je miljenik varaždinske publike u Varteksu do kraja polusezone, pri čemu je bilježio vrlo dobre igre u plavom dresu. Tada je ponovno stigla ponuda s Poljuda, ali također i one iz inozemstva, konkretnije, njemačkog Wolfsburga i francuskog Le Mansa. U sve to opet se uključio i Dinamo. Nakon mjesec dana natezanja od Poljuda preko Maksimira do Francuske, napuhavanja cijene sa strane igrača i kluba završio je u paketu s Pokrivačem u Dinamu, za cijenu od 8 i pol milijuna kuna.
U modrom se dresu nije iskazao kao bitnije pojačanje, tek kao perspektivan igrač za budućnost. Češće ulazi s klupe u drugom dijelu, no, usprkos vrsnoj tehnici zamjeravali su mu slabu duel-igru. U kolovozu 2007. godine odlazi na posudbu u Rijeku do kraja sezone, s opcijom otkupa ugovora po cijeni od 700.000 €. Nakon neuspješne posudbe tijekom koje često igra na sebi neprirodnim pozicijama, vraća se u Zagreb te raskida ugovor s Dinamom. Nedugo zatim potpisuje 4-godišnji ugovor sa splitskim Hajdukom. Ni nakon prvih 6 mjeseci podno Marjana talentirani se vezist nije uspio iskazati, zaigravši jednom i za rezervnu momčadi, Hajduk II, koja nastupa van konkurencije u 3. ligi. 
Jertec je tako postao četvrti igrač u povijesti 1. HNL-a koji je zaigrao za zagrebački Dinamo, Hajduk Split i HNK Rijeku.
U rujnu 2019. godine je Jertec potpisao za australski Western United FC.
Statistika u Hajduku
| Natjecanje        | Nastupi | Zgoditci |
| ----------------- | ------- | -------- |
| Prvenstvo         | 16      | 1        |
| Kup               | 4       | 3        |
| Superkup          | 0       | 0        |
| Međunarodne       | 1       | 0        |
| Splitski podsavez | 0       | 0        |
| Ukupno            | 21      | 4        |
| Prijateljske      | 10      | 3        |
| Sveukupno         | 31      | 7        |

## Vanjske poveznice
- Nogometni-magazin: statistika
- Službene web-stranice  Arhivirana inačica izvorne stranice od 17. svibnja 2014. (Wayback Machine)